# هينريك بيم
هنريك بيم (يُنطق بالبولندية: [ˈxɛn.rɨk bɛm]؛ ولد عام 1940 في وودج) هو كيميائي بولندي، وأستاذ في جامعة وودج التقنية.
في عام 1962 تخرج من كلية الكيمياء في جامعة وودج التقنية، حيث حصل عام 1979 على درجة الدكتوراه في الكيمياء. منذ ذلك الحين عمل في قسم الكيمياء الفيزيائية حتى عام 1987. وبعد إعادة التنظيم، عمل في معهد الكيمياء الإشعاعية التطبيقية. خلال الفترة بين عامي 1979 و1984 قضى فترة تدريب ثم عمل باحثًا مشاركًا في جامعة دالهاوسي في كندا. وفي عام 1987 حصل على درجة ما بعد الدكتوراه. ومن 1989 حتى 1995 أقام في الكويت بوزارة الصحة مستشارًا في مجال الحماية من الإشعاع. وفي عام 1997 شغل منصب أستاذ مشارك في معهد الكيمياء الإشعاعية التطبيقية، وفي عام 2003 مُنح لقب أستاذ في العلوم الكيميائية.
تركزت اهتماماته العلمية على طرق جديدة للتحديد الكمي للنويدات المشعة في العينات البيئية، وكذلك على تأثير الأنشطة التقنية على مستوى التحلل الإشعاعي الطبيعي ودرجة الخطر الإشعاعي الإضافي.
وهو مؤلف لأكثر من 80 بحثًا علميًا و3 كتب متخصصة، كما أشرف على خمسة طلاب دكتوراه. وكان بين عامي 1999 و2005 نائب عميد التعليم، وبين عامي 2005 و2008 عميد كلية الكيمياء في جامعة وودج التقنية.